# نملة السمسوم السوداء
تنتشر نملة السمسوم السوداء أو نملة السمسوم أو السمسوم (في الخليج العربي) (بالإنجليزية: Black Samsum Ant)‏ في أغلب مناطق المملكة العربية السعودية، وتعيش في بيئات متعددة كالمزارع والبراري والمنازل، وتتغذى على الحشرات والمفصليات الميتة حديثاً أو على بقايا الطعام في مطابخ المنازل، وللسعتها خصائص طبية خاصة لأنها تسبب الحساسية المفرطة وأحياناً الموت للإنسان الحساس لسمها.

## التوزيع
ينتشر نمل السمسوم في جميع أنحاءإفريقيا وشبه الجزيرة العربية وإيران. وتنتشر هذه النملة على نطاق واسع في إفريقيا، وقد وصفها ليفيو وديوموند (1978) بأنها أكثر أنواع النمل شيوعًا في السودان. نشأت هذه النملة في شمال شرق إفريقيا، وقد وُجدت بأعداد كبيرة في بوركينا فاسو والكاميرون وجمهورية الكونغو الديمقراطية وإثيوبيا وغامبيا وغينيا وإيران والنيجر ونيجيريا والمملكة العربية السعودية والسنغال والصومال والإمارات العربية المتحدة واليمن.
تُعتبر هذه النملة نوعًا غازيًا في الإمارات العربية المتحدة والمملكة العربية السعودية، مما يهدد أنواع النمل العربية المتوطنة. وقد وُجدت هذه النملة أيضًا في الولايات المتحدة في عام 1943. وقد أدى انتشارها الواسع حول المناطق الحضرية في إفريقيا وآسيا إلى وصفها بأنها نوع مداري وعالمي، وأنها من أكثر الحيوانات وفرة في المستوطنات البشرية في تلك المناطق. يُعزى هذا الانتشار الواسع إلى كونها واحدة من الأنواع القليلة من نمل البونيراوات التي تتغذى على كل شيء ولديها نظام غذائي مرن.